# 偶像活動Planet！角色列表
偶像活動Planet！角色列表是《偶像活動Planet！》的登場角色介紹。名字表示順序為「真實姓名（日語原文）／偶像活動Planet！角色名」。

## 主要人物
音羽舞櫻／Hana（Otoha Mao／Hana）
聲、演：日：伊達花彩、涼川美春（童年時期）／台：萬萬
4月3日出生，血型O型。
街機1彈登場玩家。動畫故事的故事主角。
就讀高中一年級，私立星禮高中的學生。對於新事物勤奮努力，開朗直率的活潑女孩。
小時候學習過芭蕾舞，並在比賽中獲得獎項的實力者。
意外成為了「偶像活動Planet！」的頂尖偶像「Hana」進行偶像活動，這件事情要對大家保密。
經常和小學時認識的青梅竹馬本谷栞一起行動。
Dressia
極光天馬（Aurora Pegasus）→天馬天使（Pegasus Angel）
聲：日：齋賀光希／台：孟慶府
（Smart Kyubi）
聲：日：田所梓／台：錢欣郁
純潔鳳凰（Pureful Phoenix）
聲：日：田丸篤志／台：孟慶府
珠樹琉璃／琉璃（Tamaki Ruli／Ruli）
聲、演：日：小椋梨央／台：連婉鈞
5月20日出生，血型O型。
街機1彈登場玩家。
就讀高中一年級，私立星禮高中的學生。對潮流十分敏感也對可愛的東西非常著迷，特別喜歡時尚。
在「偶像活動Planet！」創立時尚品牌「MELTY HOUSE」。
明朗且平易近人，對任何人都很友好。
正面積極，對事物無所畏懼並追根究底。
在「偶像活動Planet！」作為進行偶像活動。
Dressia
（Bright Sapphire）
聲：日：諸星堇／台：張乃文
光澤紅寶石（Glossy Ruby）
聲：日：下地紫野／台：連婉鈞
月城愛弓／邱比特（Tsukishiro Ayumi／Q-pit）
聲、演：日：瑞季／台：連婉鈞
12月6日出生，血型A型。
街機1彈登場玩家。
就讀高中二年級。私立高中的學生。
在「偶像活動Planet！」作為「邱比特」進行偶像活動，與「Hana」同為競爭對手。以精湛表演博得人氣。
從小學習鋼琴，擁有絕對音感。作為努力家無論進行怎樣辛苦的訓練也不會埋怨。
目標成為頂尖偶像而每天努力進行著偶像活動。
Dressia
（Love Sagittarius）→射手座銀河（Sagittarius Milky Way）
聲：日：白石涼子／台：張乃文
（Noble Leo）
聲：日：堀江瞬／台：孟慶府
梅小路響子／Beat（Umekoji Kyoko／Beat）
聲、演：日：長尾寧音／台：張乃文
1月7日出生，血型AB型。
街機1彈登場玩家。
就讀高中二年級，私立星禮高中的學生。
從小接受英才教育的大小姐。美麗且充滿風格，行為舉止溫文有禮。任何人都憧憬的存在。
在「偶像活動Planet！」作為「Beat」進行偶像活動，與平常的學校生活不同的搖滾樣貌出現。
為此「Beat」的偶像活動要對大家保密。
Dressia
（Bloody Rock）
聲：日：松永茜／台：連婉鈞
（Hip Hop Break）
聲：日：逢來凜／台：萬萬
本谷／（Motoya Shiori／Shiori）
聲、演：日：渡邊璃音、武田直華（童年時期）／台：錢欣郁
3月26日出生，血型A型。
街機2彈登場玩家。
就讀高中一年級，私立星禮高中的學生。認真且成績優秀，對於感興趣的事物就會調查到底。
了解各種事情，會突然說出「現在問題來了！」並提問，也有明朗愉快的一面。
和舞櫻是小學時認識的青梅竹馬，從以前就憧憬著舞櫻有著自己沒有的東西。
Dressia
（Wonderland Tale）
聲：日：富田美憂／台：連婉鈞
（Ivy Sleeping）
聲：日：山口愛／台：張乃文
栗六杏／杏（Kurimu Ann／Ann）
聲、演：日：Amy／台：萬萬
2月15日出生，血型B型。
街機2彈登場玩家。
就讀中學二年級。憧憬著同事務所的前輩月城愛弓，期望有一天能趕上。
輕飄飄可愛的女孩。非常喜歡甜點且特別擅長製作糕點。
在「偶像活動Planet！」作為進行偶像活動。
Dressia
（Sweet Whole Cake）
聲：日：木戶衣吹／台：連婉鈞
（Pop Melon Crepe）
聲：日：二之宮唯／台：錢欣郁
陽明咲／Rose（Hinata Meisa／Rose）
聲、演：日：宇野愛海／台：張乃文
7月10日出生，血型B型。
街機3彈登場玩家。
原本在「偶像活動Planet！」作為「Hana」活躍。
經常在偶像活動！排名中排行首位，誰都認識的頂尖偶像。
在人氣絕頂的時候，留下了偶像證件和偶像手機而銷聲匿跡。
Dressia
奢華玫瑰（Luxury Rose）→（Rose Yggdrasil）
聲：日：澤城美雪／台：錢欣郁
（Luxe Sunflower）
聲：日：日笠陽子／台：連婉鈞
糸井紗良／莎良（Itoi Sala／Sala）
聲、演：日：羽野瑠華／台：張乃文
6月17日出生，血型AB型。
街機3彈登場玩家。
Starlet Promotion的服裝設計師。
非常喜歡服裝，製作的服裝能把Dressia的最大魅力發揮出來而充滿人氣。
和偶像們進行諮詢並設身處地考慮事情，可靠的大姐姐。
有時會因為過於集中而沒有從工作室出來。
Dressia
（Haute Couture Mirror）
聲：日：石川由依／台：錢欣郁
摩登香水（Modern Eau de Parfum）
聲：日：和久井優／台：連婉鈞

## 經紀人
綿貫泉（Watanuki Izumi）
聲、演：日：秋元才加／台：錢欣郁
Starlet Promotion的經紀人。
瀨川樹（Segawa Itsuki）
聲、演：日：土屋神葉／台：孟慶府
綿貫泉的助理。

## 私立星禮高中

### 學生
桐畑敬斗（Kirihata Keito）
聲、演：日：入江海斗／台：孟慶府
黑崎翔（Kurosaki Sho）
聲、演：日：山下真人／台：孟慶府
堂場涼香（Doba Ryoka）
聲、演：日：花岡堇／台：張乃文

## 藝能工作者
片桐娜塔莉（Katagiri Natarie）
聲：日：遠藤綾／台：連婉鈞
知名電影導演。
早柿聰一郎（Hayagaki Soichiro）
聲、演：日：荒牧慶彦／台：孟慶府
知名電影、劇集編劇。

## 家人
音羽奏（Otoha Kanade）
演：日：大江駿輔／台：孟慶府
舞櫻的哥哥。與舞櫻同樣就讀於私立星禮高中。該校學生會長。
響子的父親
演：日：八代祟司／台：孟慶府
響子的母親
演：日：遊井亮子／台：

## 外部連結
- 電視動畫／電視劇《偶像活動Planet！》官方網站人物介紹（日語）
- 電視動畫／電視劇《偶像活動Planet！》東京電視台官網人物介紹（日語）